# Beričevo
Beričevo este o localitate din comuna Dol pri Ljubljani, Slovenia, cu o populație de 417 locuitori.